# Lillian Kemble-Cooper
Lillian Kemble-Cooper — née le 21 mars 1892 à Londres (Angleterre), morte le 4 mai 1977 à Los Angeles (Californie) — est une actrice britannique, parfois créditée Lillian Kemble ou Lillian Cooper.

## Biographie
Comme sa sœur également actrice Violet Kemble-Cooper (1886-1961), elle s'installe dans sa jeunesse aux États-Unis et débute au théâtre à Broadway (New York) en décembre 1906, à 14 ans, dans la pièce The Man of the Hour de George Broadhurst (en) — représentée jusqu'en janvier 1908 —, aux côtés de Douglas Fairbanks.
Sur les planches new-yorkaises, elle joue dans quatorze autres pièces jusqu'en 1934, dont The Fool de Channing Pollock (1922-1923, avec James Kirkwood Sr. et Henry Stephenson) et Our Betters de William Somerset Maugham (1928, avec Ina Claire et Constance Collier).
Toujours à Broadway, s'ajoute la comédie musicale The Night Boat (1920, avec Ernest Torrence), sur une musique de Jerome Kern, ainsi qu'une ultime pièce en 1949-1950, adaptation d’Auprès de ma blonde de Marcel Achard (avec Lynn Fontanne et Alfred Lunt).
Au cinéma, Lillian Kemble-Cooper contribue à vingt films américains, les trois premiers muets sortis respectivement en 1916, 1921 et 1923.
Suivent dix-sept films parlants disséminés à partir de 1931, dont The White Angel de William Dieterle (1936, avec Kay Francis et Ian Hunter), Autant en emporte le vent de Victor Fleming, Sam Wood et George Cukor (1939, avec Vivien Leigh et Clark Gable) et Le Voleur du Roi de Robert Z. Leonard et Hugo Fregonese (1955, avec Ann Blyth et Edmund Purdom).
Son dernier film est My Fair Lady de George Cukor (avec Audrey Hepburn et Rex Harrison), sorti en 1964.
Enfin, à la télévision, elle apparaît entre 1956 et 1960 dans neuf séries américaines, la première étant Alfred Hitchcock présente (un épisode, 1956).
Kemble meurt le 4 mai 1977 à Los Angeles. Elle est enterrée au cimetière Hollywood Forever Cemetery.

## Théâtre à Broadway (intégrale)
(pièces, sauf mention contraire)
- 1906-1908 : The Man of the Hour de George Broadhurst (en) : Dallas Wainwright
- 1917 : The Lassoo de Victor Mapes
- 1917 : Good Morning, Rosamond de Constance Lindsay Skinner
- 1918 : The Fountain of Youth de Louis Evan Shigman
- 1918 : Perkins de Douglas Murray
- 1920 : The Night Boat, comédie musicale, musique de Jerome Kern, lyrics et livret d'Anne Caldwell : Dora de Costa
- 1921 : The New Morality d'Harold Chapin : Alice Meynell
- 1922 : The National Anthem de J. Hartley Manners : Madeline Trent
- 1922-1923 : The Fool de Channing Pollock : Mme Tice
- 1923 : The Mountebank de W. J. Locke et Ernest Denny, mise en scène de David Burton : Lady Auriol Dane
- 1924 : The New Poor de Cosmo Hamilton : la princesse Irina
- 1925 : All Dressed Up d'Arthur Richman : Virginia Liscom
- 1927-1928 : What Do We Know? d'Olga Petrova : Sara Peabody
- 1928 : Our Betters de William Somerset Maugham : la princesse Della Cercola
- 1933 : For Services Rendered de William Somerset Maugham, mise en scène de Robert B. Sinclair : Ethel Bartlett
- 1934 : A Roman Servant de Larry O'Connor : Lady Gylda
- 1949-1950 : Auprès de ma blonde (I Know My Love) de Marcel Achard, adaptation de S. N. Behrman, mise en scène d'Alfred Lunt : Agnes

## Filmographie

### Cinéma (intégrale)
(films américains)
- 1916 : The House of Mirrors de Marshall Farnum et James Ormont : Blanche Probert
- 1921 : Ten Nights in a Bar Room de Oscar Apfel : Mehitabel
- 1923 : Shattered Faith de Jesse J. Ormont
- 1931 : I Like Your Nerve de William C. McGann : la comtesse Vecchio
- 1935 : Personal Maid's Secret d'Arthur Greville Collins : Mme Palmer
- 1936 : La Rebelle (A Woman Rebels) de Mark Sandrich : Lady Rinlake
- 1936 : Three Live Ghosts (en) de H. Bruce Humberstone : Lady Brockton
- 1936 : L'Ange blanc (The White Angel) de William Dieterle : Parthenope « Parthe » Nightingale
- 1937 : Ready, Willing and Able de Ray Enright : Mme Buffington
- 1939 : Autant en emporte le vent (Gone with the Wind) de Victor Fleming, Sam Wood et George Cukor : la nourrice de Bonnie à Londres
- 1939 : Nous ne sommes pas seuls (We Are Not Alone) d'Edmund Goulding : Mme Stacey
- 1940 : La Femme aux cheveux rouges (Lady with Red Hair) de Curtis Bernhardt : une invitée de la fête à Londres
- 1941 : Il était une fois (A Woman's Face) de George Cukor : une infirmière
- 1941 : La Proie du mort (Rage in Heaven) de W. S. Van Dyke, Robert B. Sinclair et Richard Thorpe : une infirmière
- 1953 : Mon grand (So Big) de Robert Wise : Mlle Fister
- 1955 : Le Voleur du Roi (The King's Thief) de Robert Z. Leonard et Hugo Fregonese : Mme Fell
- 1955 : Les Contrebandiers de Moonfleet (Moonfleet) de Fritz Lang : Mary Hicks
- 1956 : Gaby de Curtis Bernhardt : Mme Edward
- 1956 : Au sixième jour (D-Day the Sixth of June) d'Henry Koster : une infirmière anglaise
- 1964 : My Fair Lady de George Cukor : l'épouse de l'ambassadeur

### Télévision (sélection)
(séries américaines)
- 1956 : Alfred Hitchcock présente (Alfred Hitchcock Presents), saison 1, épisode 23 De retour à Noël (Back for Christmas) d'Alfred Hitchcock : Mme Sinclair
- 1958 : Suspicion, saison unique, épisode 15 Lord Arthur Savile's Crime de Robert Stevens : la duchesse de Paisley
- 1960 : The Roaring 20's (en), saison 1, épisode 10 Layoff Charley de Robert B. Sinclair : Lady Medford

## Note et référence
1. ↑  Our Betters est adaptée au cinéma en 1933 sous le même titre original (titre français : Haute Société ; réalisation de George Cukor), avec Violet Kemble-Cooper, sœur de Lillian, dans la distribution.
2. ↑  (en) Allan R. Ellenberger, Celebrities in Los Angeles Cemeteries: A Directory, McFarland, 1er mai 2001 (ISBN 978-0-7864-0983-9, lire en ligne)